# Fiora et le Téméraire
Fiora et le Téméraire  est un roman historique de Juliette Benzoni paru en 1988. Il compose le second volet de la tétralogie La Florentine.

## Histoire
Décidée à venger sa mère Marie de Brévailles, jadis exécutée pour inceste et adultère, Fiora a quitté la Florence des Médicis et fait route vers la Bourgogne du Téméraire. Elle a juré d'abattre les trois responsables du drame : l'époux "bafoué" de Marie, le père de celle-ci et le duc de Bourgogne Charles le Téméraire. Une entreprise périlleuse. Pour assouvir cette vengeance, tous les moyens seront bons. La jeune femme  n'hésitera pas à s'engager au service de Louis XI et à jouer les courtisanes ou à poursuivre le Téméraire dans ses pérégrinations et ses combats jusqu'à sa chute devant Nancy.